# Marcel van Buuren
Marcel van Buuren (Delft, 14 maart 1964) is een Nederlands voormalig voetballer en huidig trainer. Hij is een broer van Wilco van Buuren. Hij trok de aandacht van Ajax, door in het bekerduel DHC-Ajax (2-3) op 1 november 1981 te scoren voor de amateurs van DHC Delft. Tussen half 1983 en half 1985 stond hij onder contract bij Ajax, waar hij een enkele wedstrijden speelde, maar niet doorbrak. Hij maakte toen deel uit van een jeugdige selectie, met onder meer Hans Galjé, Stanley Menzo, Sjaak Storm, Sonny Silooy, Jan Molby, Frank Rijkaard, Winston Haatrecht, Ronald Koeman, Gerald Vanenburg, Marco van Basten, Jesper Olsen, John van 't Schip, John Bosman, Rob de Wit en broer Wilco van Buuren.
Marcel van Buuren stond als speler onder contract bij Ajax, FC Volendam, SVV, SC Veendam en FC Groningen. 
Van Buuren trainde jeugdteams bij FC Groningen en BV Veendam, waar hij ook assistent van de hoofdtrainer was. In 1998 was hij gedurende vier competitiewedstrijden zelf hoofdtrainer, nadat Henk Bodewes bij BV Veendam vroegtijdig vertrok. Van Buuren was ook werkzaam in Qatar waar hij nationale jeugdselecties trainde en assistent was bij Umm Salal. Nadat hij een half jaar hoofdtrainer was van Drachtster Boys ging hij begin 2016 aan de slag als jeugdtrainer van de Chinese club Guangzhou Evergrande. Van 2016 tot 2019 was hij wederom werkzaam in de jeugdopleiding van FC Groningen. Medio 2019 werd hij hoofd jeugdopleidingen bij Al-Arabi in Qatar.